# Nohpat

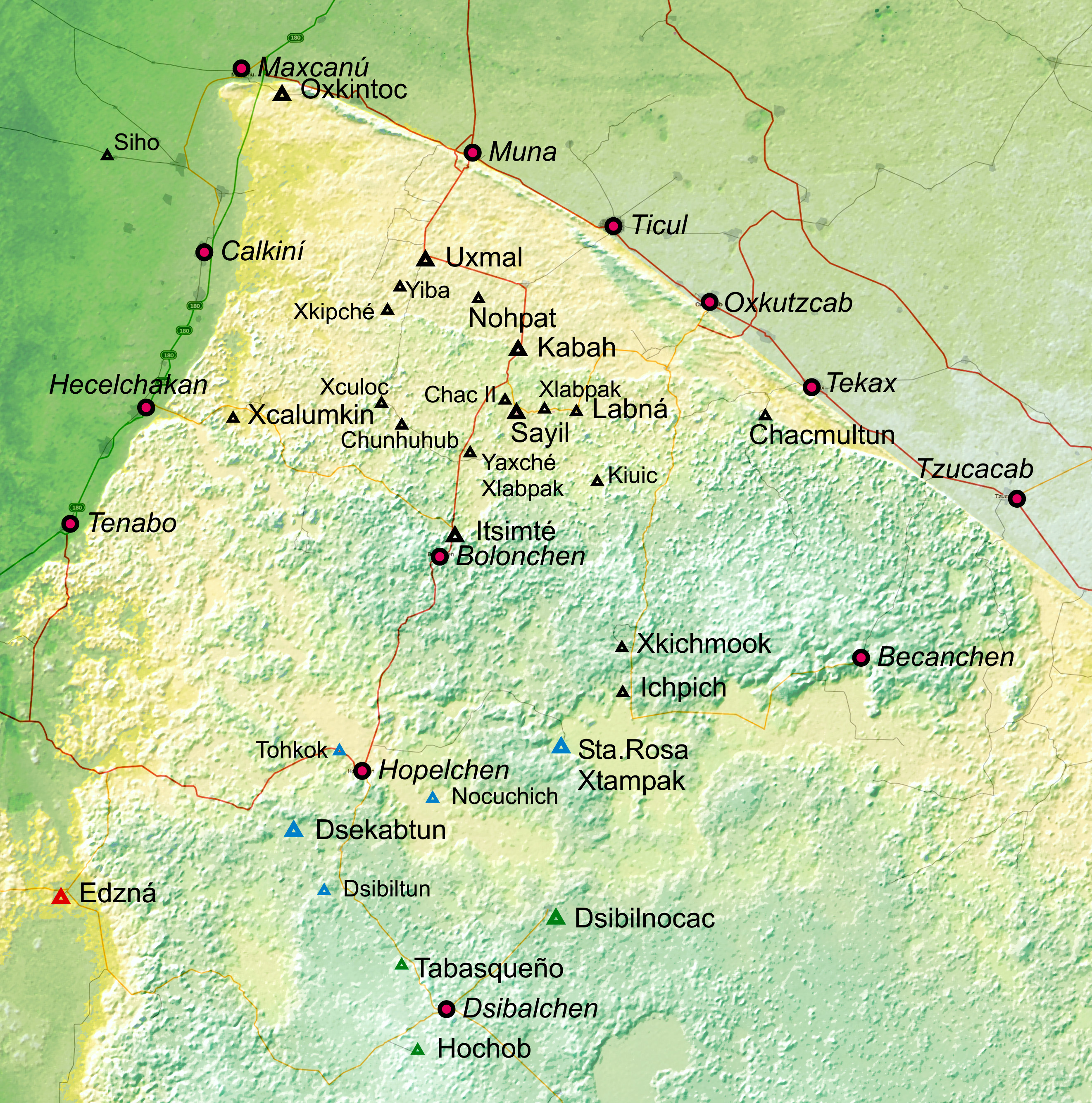
Sitios importantes de los estilos Puuc (negro), Chenes (verde) y transitorio (azul).

Nohpat es un yacimiento arqueológico perteneciente a la cultura maya ubicado en el sur del estado de Yucatán en México, dentro de la denominada región Puuc. Se encuentra aproximadamente 15 km al sureste de Uxmal y a 19 km al noroeste de Kabáh, unidos los tres yacimientos por un sacbé o calzada de construcción original maya.

## Descripción general del sitio
Nohpat fue uno de los grandes centros ceremoniales de la región Puuc. A pesar de ello se encuentra en relativo abandono y existen pocas referencias documentadas del sitio. Recibió (y ejerció) influencia tanto de Uxmal como de Kabáh, las mayores ciudades mayas prehispánicas de la región Puuc. Cuenta Nohpat con más de 200 construcciones de importancia, incluyendo una gran pirámide de 50 m. de altura. Se ubica en la mitad de un sacbé que une a los tres centros ceremoniales mencionados.
La temporalidad del sitio va del preclásico tardío en el año 300 a. C., hasta el clásico tardío en el año 900 d. de C, según las determinaciones hechas a partir de la cerámica encontrada en el lugar.
El yacimiento fue documentado en 1841 por John Lloyd Stephens, arqueólogo estadounidense. Sin embargo, pasó mucho tiempo sin que se diera cuenta ni se realizaran investigaciones registradas del lugar. Se especula que durante la mayor parte de los siglos XIX y XX el lugar estuvo sujeto a saqueos y exploraciones incontroladas. Hacia el año de 1990 la Comisión Federal de Electricidad, durante los trabajos de electrificación de la región, destruyó accidentalemente algunos montículos que contenían estructuras del yacimiento. Tras esto, se firmó un convenio con el Instituto Nacional de Antropología e Historia (INAH) de México para reparar parte de los daños hechos. Como resultado de ello se destinó a un grupo de arqueólogos que bajo la dirección de Ramón Carrasco Vargas realizaron tareas de salvamento, identificación y mapeo en el lugar, encontrándose, además de un gran número de estructuras entre las cuales hay un juego de pelota de dimensiones similares al existente en Uxmal, los chultunes y el sacbé que une al sitio con Kabáh, hacia el sureste y con Uxmal hacia el noroeste, y que tiene en su derrotero un cierto número de garitas dispuestas aparentemente al fin de ejercer un control del tránsito de personas entre las tres ciudades mayas.